# Coleophora paramayrella
Coleophora paramayrella is een vlinder uit de familie kokermotten (Coleophoridae). De wetenschappelijke naam is voor het eerst geldig gepubliceerd in 1993 door Nel.
De soort komt voor in Europa.